# 普氏雀跳蛛
普氏雀跳蛛（学名：Spartaeus platnicki）为跳蛛科雀跳蛛属的动物。在中国大陆，分布于湖南等地。该物种的模式产地在湖南道县。